# Angelo Morbelli

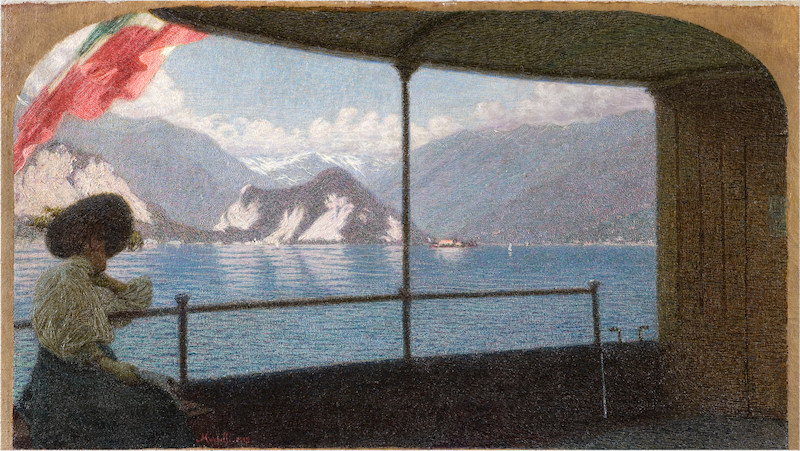
Battello sul Lago Maggiore, 1915 (Fondazione Cariplo)

Angelo Morbelli (Alessandria, 1853 – Milán, 1919) fue un pintor italiano de la escuela del Divisionismo.

## Biografía

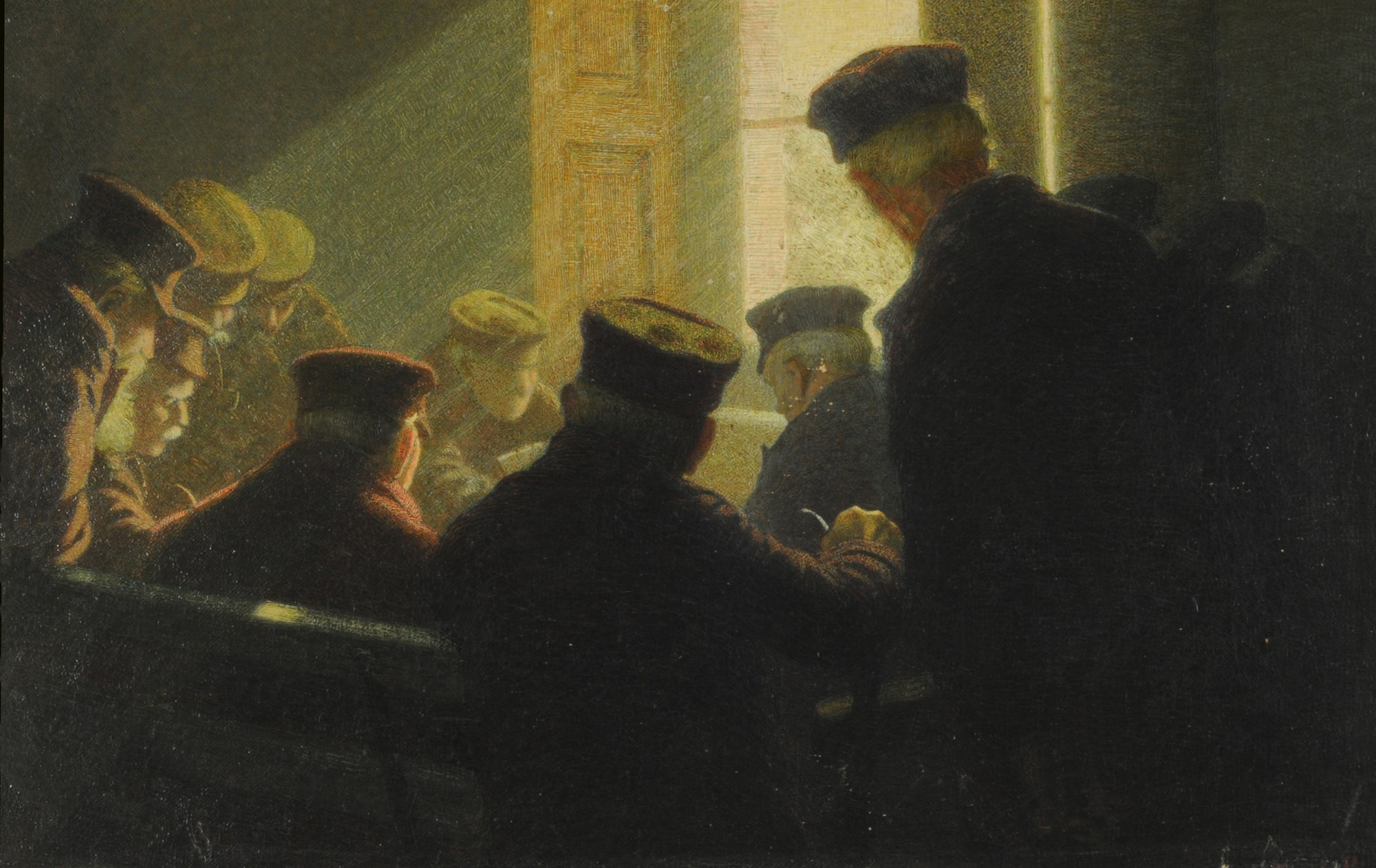
Una partita interessante - Angelo Morbelli

Morbelli se matriculó en Milán, en 1867, en la Academia de Bellas Artes de Brera, gracias a una subvención del Ayuntamiento de Alessandria. Recibió el Premio Fumagalli en la exposición Brera de 1883, por su obra Últimos Días (Milán, Galleria d'Arte Moderna). También ganó con este lienzo una medalla de oro en la Exposición Universal de París de 1889. El cuadro inauguró una serie de pinturas en el hogar para ancianos Pio Albergo Trivulzio; en esta exposición presentó otros trabajos, dirigidos a temas sociales. Participó en la Primera Trienal de Brera en 1891, con trabajo marcado por la escuela del Divisionsimo. La técnica de colores separados del Divisionismo también fue empleada tanto en trabajos socialmente comprometidos, que fueron exhibidos posteriormente en exposiciones de Milán, Venecia y Roma, como en los paisajes intensos en los que trabajeo hacia la segunda década del nuevo siglo.

## Obra principal
- Goethe morente (1880)
- Alba (1891, MNAC de Barcelona)
- Asfissia (1884)
- Il viatico (1884, Roma, Galería Nacional de Arte Moderno)
- Ritratto della moglie in costume monferrino (1885)
- Venduta (1887)
- La prima lettera (1890)
- Giorno di festa al Pio Albergo Trivulzio (1900)
- Mi ricordo quand'ero fanciulla (1903)
- Un Natale al Pio Albergo Trivulzio (1909, Turín, Galería de Arte Moderna)
- La prima messa a Burano (1910)
- Alba domenicale (1915), Galería de arte moderna Ricci Oddi, Piacenza
- Bosco (Raggio di sole) (1917)
- Il Refettorio del Pio Albergo Trivulzio (1919)
- Paesaggio con sfondo di montagne (1919)
- Nuvole di Montagna (1919)
- Ritratto di Saffo Ottavi Morbelli (1919)